# Euonymus boninensis
Euonymus boninensis är en benvedsväxtart som beskrevs av Gen'ichi Koidzumi. Euonymus boninensis ingår i släktet Euonymus och familjen Celastraceae. Inga underarter finns listade.